# Australia na Letnich Igrzyskach Olimpijskich 1924
Australię na Letnich Igrzyskach Olimpijskich 1924 reprezentowało 36 zawodników: 35 mężczyzn i 1 kobieta.

## Zdobyte medale
| Medal  | Zawodnik                                                               | Dyscyplina    | Konkurencja                                  | Rezultat | Data     |
| ------ | ---------------------------------------------------------------------- | ------------- | -------------------------------------------- | -------- | -------- |
| Złoto  | Dick Eve                                                               | Skoki do wody | skoki standardowe i dowolne z wieży mężczyzn | 160      | 15 lipca |
| Złoto  | Nick Winter                                                            | Lekkoatletyka | trójskok mężczyzn                            | 15,52    | 12 lipca |
| Złoto  | Boy Charlton                                                           | Pływanie      | 1500 m stylem dowolnym mężczyzn              | 20:06,6  | 15 lipca |
| Srebro | Boy Charlton Moss Christie Frank Beaurepaire Ernest Henry Ivan Stedman | Pływanie      | sztafeta 4 x 200 m stylem dowolnym mężczyzn  | 10:02,2  | 20 lipca |
| Brąz   | Boy Charlton                                                           | Pływanie      | 400 m stylem dowolnym mężczyzn               | 5:03,6   | 18 lipca |
| Brąz   | Frank Beaurepaire                                                      | Pływanie      | 1500 m stylem dowolnym mężczyzn              | 21:48,4  | 15 lipca |

## Skład reprezentacji

### Boks
| Zawodnik        | Konkurencja  | 1/16              | 1/8              | Ćwierćfinał      | Półfinał         | Finał            | Finał   |
| Zawodnik        | Konkurencja  | Przeciwnik Wynik  | Przeciwnik Wynik | Przeciwnik Wynik | Przeciwnik Wynik | Przeciwnik Wynik | Miejsce |
| --------------- | ------------ | ----------------- | ---------------- | ---------------- | ---------------- | ---------------- | ------- |
| Colin Sinclair  | waga lekka   | Huub Baarsgarst W | Daniel Genon P   | NQ               | NQ               | NQ               | 9.      |
| Raymond Jones   | waga średnia | Ben Funck P       | NQ               | NQ               | NQ               | NQ               | 17.     |
| Charles Jardine | waga ciężka  | —                 | Otto von Porat P | NQ               | NQ               | NQ               | 9.      |

### Kolarstwo

#### Kolarstwo szosowe
| Zawodnik       | Konkurencja                | Czas      | Pozycja |
| -------------- | -------------------------- | --------- | ------- |
| Sidney Ramsden | jazda indywidualna na czas | 7:18:23,4 | 36.     |

#### Kolarstwo torowe
| Zawodnik         | Konkurencja | Eliminacje                       | Eliminacje | Repasaże   | Repasaże | Ćwierćfinał                    | Ćwierćfinał | Repasaże                                        | Repasaże | Półfinały                   | Półfinały | Finał      | Finał   |
| Zawodnik         | Konkurencja | Przeciwnik                       | Miejsce    | Przeciwnik | Miejsce  | Przeciwnik                     | Miejsce     | Przeciwnik                                      | Miejsce  | Przeciwnik                  | Miejsce   | Przeciwnik | Miejsce |
| ---------------- | ----------- | -------------------------------- | ---------- | ---------- | -------- | ------------------------------ | ----------- | ----------------------------------------------- | -------- | --------------------------- | --------- | ---------- | ------- |
| George Dempsey   | sprint      | Julio Polet Miloš Knobloch       | 1. QF      | —          | —        | Maurice Peeters János Grimm    | 1. SF       | —                                               | —        | Jean Cugnot Louis Mermillod | 2.        | NQ         | NQ      |
| William Coppins  | sprint      | Willy Falck Hansen Boris Dimczew | 1. QF      | —          | —        | Herbert Fuller Guglielmo Bossi | 3. QR       | Oscar Guldager William Fenn Franciszek Szymczyk | 3.       | NQ                          | NQ        | NQ         | NQ      |
| Robert Broadbent | 50 km       | —                                | —          | —          | —        | —                              | —           | —                                               | —        | —                           | —         | —          | DNF     |
| William Coppins  | 50 km       | —                                | —          | —          | —        | —                              | —           | —                                               | —        | —                           | —         | —          | DNF     |
| George Dempsey   | 50 km       | —                                | —          | —          | —        | —                              | —           | —                                               | —        | —                           | —         | —          | DNF     |

### Lekkoatletyka
Konkurencje biegowe
| Zawodnik       | Konkurencja        | Eliminacje | Eliminacje | Ćwierćfinał | Ćwierćfinał | Półfinał | Półfinał | Finał | Finał   |
| Zawodnik       | Konkurencja        | Wynik      | Miejsce    | Wynik       | Miejsce     | Wynik    | Miejsce  | Wynik | Miejsce |
| -------------- | ------------------ | ---------- | ---------- | ----------- | ----------- | -------- | -------- | ----- | ------- |
| Slip Carr      | 100 m              | 11,0       | 2. Q       | 10,9        | 2. Q        | 10,7     | 4.       | NQ    | NQ      |
| Slip Carr      | 200 m              | 22,6       | 1. Q       | 21,8        | 1. Q        | 22,1     | 4.       | NQ    | NQ      |
| Roy Norman     | 200 m              | NO         | 2. Q       | NO          | 5.          | NQ       | NQ       | NQ    | NQ      |
| Richard Honner | 400 m              | 53,1       | 3.         | NQ          | NQ          | NQ       | NQ       | NQ    | NQ      |
| Roy Norman     | 400 m              | 50,6       | 2. Q       | 50,2        | 4.          | NQ       | NQ       | NQ    | NQ      |
| Charles Lane   | 400 m              | 51,4       | 3.         | NQ          | NQ          | NQ       | NQ       | NQ    | NQ      |
| Malcolm Boyd   | 800 m              | NO         | 4.         | —           | —           | NQ       | NQ       | NQ    | NQ      |
| Roy Norman     | 800 m              | NO         | 5.         | —           | —           | NQ       | NQ       | NQ    | NQ      |
| Jack Newman    | 800 m              | NO         | 6.         | —           | —           | NQ       | NQ       | NQ    | NQ      |
| Malcolm Boyd   | 1500 m             | —          | —          | —           | —           | NO       | 5.       | NQ    | NQ      |
| Jack Newman    | 1500 m             | —          | —          | —           | —           | NO       | 5.       | NQ    | NQ      |
| Malcolm Boyd   | 5000 m             | —          | —          | —           | —           | NO       | 9.       | NQ    | NQ      |
| Richard Honner | 400 m przez płotki | 58,5       | 4.         | —           | —           | NQ       | NQ       | NQ    | NQ      |
| Ernest Austen  | chód na 10 km      | —          | —          | —           | —           | DNF      | DNF      | NQ    | NQ      |

Konkurencje techniczne
| Zawodnik       | Konkurencja | Eliminacje | Eliminacje | Finał  | Finał   |
| Zawodnik       | Konkurencja | Wynik      | Miejsce    | Wynik  | Miejsce |
| -------------- | ----------- | ---------- | ---------- | ------ | ------- |
| Richard Honner | skok w dal  | 6,635      | 14.        | NQ     | NQ      |
| Nick Winter    | trójskok    | 15,18      | 2. Q       | 15,525 | złoto   |

| Zawodnik      | Konkurencje   | Konkurencje                | Wyniki | Punkty  | Miejsce |
| ------------- | ------------- | -------------------------- | ------ | ------- | ------- |
| Dennis Duigan | pięciobój     | skok w dal                 | 6,545  | 9       | 9.      |
| Dennis Duigan | pięciobój     | rzut oszczepem             | 45,60  | 16      | 16.     |
| Dennis Duigan | pięciobój     | Bieg na 200 m              | 23,8   | 8       | 8.      |
| Dennis Duigan | pięciobój     | rzut dyskiem               | 27,26  | 11      | 11.     |
| Dennis Duigan | pięciobój     | Bieg na 1500 m             | —      | —       | —       |
| Dennis Duigan | pięciobój     | Finał                      | —      | 39      | 10.     |
| Dennis Duigan | dziesięciobój | bieg 100 m                 | 11,8   | 714,4   | 20.     |
| Dennis Duigan | dziesięciobój | skok w dal                 | 6,03   | 615,350 | 28.     |
| Dennis Duigan | dziesięciobój | pchnięcie kulą             | 9,735  | 439,5   | 27.     |
| Dennis Duigan | dziesięciobój | skok wzwyż                 | 1,75   | 748     | 6.      |
| Dennis Duigan | dziesięciobój | bieg 400 m                 | 52,0   | 857,12  | 3.      |
| Dennis Duigan | dziesięciobój | bieg na 110 m przez płotki | DSQ    | DSQ     | DSQ     |
| Dennis Duigan | dziesięciobój | rzut dyskiem               | —      | —       | —       |
| Dennis Duigan | dziesięciobój | skok o tyczce              | —      | —       | —       |
| Dennis Duigan | dziesięciobój | rzut oszczepem             | —      | —       | —       |
| Dennis Duigan | dziesięciobój | bieg na 1500 m             | —      | —       | —       |
| Dennis Duigan | dziesięciobój | Finał                      | —      | DNF     | DNF     |

### Pływanie
Mężczyźni
| Zawodnik                                                               | Konkurencja        | Eliminacje | Eliminacje | Półfinał | Półfinał | Finał   | Finał   |
| Zawodnik                                                               | Konkurencja        | Czas       | Miejsce    | Czas     | Miejsce  | Czas    | Miejsce |
| ---------------------------------------------------------------------- | ------------------ | ---------- | ---------- | -------- | -------- | ------- | ------- |
| Ernest Henry                                                           | 100 m dowolnym     | 1:03,8     | 2. Q       | 1:03,0   | 3.       | NQ      | NQ      |
| Ivan Stedman                                                           | 100 m dowolnym     | 1:06,0     | 2. Q       | 1:06,0   | 5.       | NQ      | NQ      |
| Moss Christie                                                          | 100 m dowolnym     | 1:07,2     | 4.         | NQ       | NQ       | NQ      | NQ      |
| Boy Charlton                                                           | 400 m dowolnym     | 5:30,2     | 2. Q       | 5:32,6   | 2. Q     | 5:06,6  | brąz    |
| Frank Beaurepaire                                                      | 400 m dowolnym     | 5:38,0     | 2.         | DNF      | DNF      | NQ      | NQ      |
| Moss Christie                                                          | 400 m dowolnym     | DNF        | DNF        | NQ       | NQ       | NQ      | NQ      |
| Boy Charlton                                                           | 1500 m dowolnym    | 21:20,4    | 1. Q       | 21:28,4  | 1. Q     | 20:06,6 | złoto   |
| Frank Beaurepaire                                                      | 1500 m dowolnym    | 22:17,6    | 1. Q       | 21:41,6  | 1. Q     | 21:48,4 | brąz    |
| Moss Christie                                                          | 1500 m dowolnym    | 22:49,4    | 3.         | NQ       | NQ       | NQ      | NQ      |
| Ivan Stedman                                                           | 200 m klasycznym   | 3:09,6     | 4.         | NQ       | NQ       | NQ      | NQ      |
| Boy Charlton Moss Christie Frank Beaurepaire Ernest Henry Ivan Stedman | 4 × 200 m dowolnym | 10:21,2    | 1. Q       | 10:27,0  | 1. Q     | 10:02,2 | srebro  |

### Skoki do wody
Mężczyźni
| Zawodnik | Konkurencja              | Eliminacje | Eliminacje | Finał | Finał   |
| Zawodnik | Konkurencja              | Wynik      | Pozycja    | Wynik | Pozycja |
| -------- | ------------------------ | ---------- | ---------- | ----- | ------- |
| Dick Eve | skoki złożone wieża 10 m | 157        | 1. Q       | 160   | złoto   |
| Dick Eve | trampolina 3m            | 522,3      | 2. Q       | 564,3 | 5.      |

### Tenis ziemny
| Zawodnik                   | Konkurencja | 1 runda                                   | 2 runda                                                         | 3 runda                                             | 4 runda          | Ćwierćfinały     | Półfinały        | Finał            | Miejsce |
| Zawodnik                   | Konkurencja | Przeciwnik Wynik                          | Przeciwnik Wynik                                                | Przeciwnik Wynik                                    | Przeciwnik Wynik | Przeciwnik Wynik | Przeciwnik Wynik | Przeciwnik Wynik | Miejsce |
| -------------------------- | ----------- | ----------------------------------------- | --------------------------------------------------------------- | --------------------------------------------------- | ---------------- | ---------------- | ---------------- | ---------------- | ------- |
| James Willard              | Singiel (m) | Louis Raymond W 3:2 (2:6,6:4,6:4,2:6,6:4) | Stéphane Halot W 3:0 (8:6,6:2,6:2)                              | Sydney Jacob P 2:3 (1:6,2:6,6:3,6:2,3:6)            | NQ               | NQ               | NQ               | NQ               | 17.     |
| James Bayley               | Singiel (m) | Ernst Schildt W 3:0 (6:1,6:3,6:4)         | Einar Bache W 3:0 (6:2,6:1,6:2)                                 | John Brian Gilbert P 0:3 (5:7,7:9,1:6)              | NQ               | NQ               | NQ               | NQ               | 17.     |
| James Bayley James Willard | debel (m)   | —                                         | Aurél von Kelemen Béla von Kehrling W 3:2 (6:8,6:4,3:6,6:3,6:2) | Francis Hunter Vincent Richards P 0:3 (1:6,2:6,2:6) | NQ               | NQ               | NQ               | NQ               | 16.     |

### Wioślarstwo
| Zawodnik | Konkurencja | Półfinał | Półfinał | Repasaż | Repasaż | Finał | Finał | Pozycja |
| Zawodnik | Konkurencja | Czas     | M.       | Czas    | M.      | Czas  | M.    | Pozycja |
| --- | ----------- | -------- | -------- | ------- | ------- | ----- | ----- | ------- |
| Arthur Bull | Jedynka     | 7:19,0   | 1. Q     | —       | —       | DNF   | DNF   | 4.      |
| Frank Cummings Robert Cummings Henry Graetz William Jarvis Walter Pfeiffer Arthur Scott William Sladden Arnold Tauber Edward Thomas | ósemka      | NO       | 2. Q     | 6:47,0  | 3.      | NQ    | NQ    | NQ      |

### Zapasy
| Konkurencja   | Zawodnik                 | 1/16 finału      | 1/8 finału       | Ćwierćfinał         | Półfinał         | Finał            | Miejsce |
| Konkurencja   | Zawodnik                 | Przeciwnik Wynik | Przeciwnik Wynik | Przeciwnik Wynik    | Przeciwnik Wynik | Przeciwnik Wynik | Miejsce |
| ------------- | ------------------------ | ---------------- | ---------------- | ------------------- | ---------------- | ---------------- | ------- |
| Claude Angelo | styl wolny waga piórkowa | —                | George Stott W   | Clifford Chilcott p | NQ               | NQ               | NQ      |